# Boscos semiperennifolis de la vall del Brahmaputra
Els boscos semiperennifolis de la vall del Brahmaputra són una ecoregió forestal tropical humida i latifòlia del nord-est de l'Índia, el sud de Bhutan i el nord de Birmània.

## Ubicació i descripció
L'ecoregió abasta 56.700 quilòmetres quadrats i engloba la plana al·luvial del riu Brahmaputra superior a mesura que es desplaça cap a l'oest a través de l'estat Assam de l'Índia (amb petites parts de l'ecoregió als estats d'Arnachal Pradesh i Nagaland i també al sud de Bhutan). La vall es troba entre l'Himàlaia al nord i els turons de Lushai al sud i quan el riu s'inunda durant el monsó de juny a setembre, aporta fins a 300 cm d'aigua a la plana que transporta sòls rics per crear un extens entorn fèrtil que ha estat extensament cultivat durant milers d'anys. Altres rius que reguen les planes així com el Brahamaputra són el Manas i el Subansiri.

## Flora
L'explotació agrícola ha fet que el bosc semi-perenne original ara només existeixi en rogles. Els arbres de dosser típics inclouen els perennifolis Syzygium, Cinnamomum i Magnoliàcies juntament amb les espècies de fulla caduca Terminalia myriocarpa, Terminalia citrina, Terminalia tomentosa, espècies de Tetrameles. Els arbres i arbusts de sotabosc inclouen els llorers Phoebe, Machilus i Actinodaphne, Polyalthias, Aphanamixis, i les conreades o silvícoles Mesua ferrea i espècies de caoba, anacards, nous moscades i magnòlies, amb bambús com Bambusa arundinaria i Melocanna bambusoides.

## Fauna
Malgrat els segles d'aprofitament i explotació humana, els boscos i les praderies al llarg del riu segueixen sent un hàbitat per a una gran varietat de vida salvatge, incloent el tigre (Panthera tigris), el gat marbrat (Pardofelis nebulosa), el Langur gris comú (Semnopithecus pileatus), gaur (Bos gaurus), cérvols barasinga (Cervus duvaucelii), ós morrut (Melursus ursinus), búfal d'aigua salvatge (Bubalus arnee), la major població d'elefants asiàtics (Elephas maximus) i la major població mundial de rinoceront indi, mentre que els ossos negres asiàtics viuen als vessants més alts dels costats de la vall. La majoria d'aquests mamífers són espècies amenaçades o en perill d'extinció. El Brahmaputra és una barrera natural per a la migració de molta vida salvatge i moltes espècies, com el porc pigmeu, el conill d'Assam o l'ós malai, el macaco ursí, el langur daurat, el macaco de cua tocada, el gibó huloc occidental viuen en un costat del riu només. La zona és un punt de trobada d'espècies d'origen indi i malai. Els mamífers endèmics de la vall són el porc pigmeu i el conill d'Assam, tots dos que habiten les praderies de les ribes.
La vall acull una rica vida d'aus amb 370 espècies, de les quals dues són endèmiques, la guatlla de Manipur (Perdicula manipurensis) i la matinera d'aiguamoll (Pellorneum palustre) i una, la florícola de Bengala és molt rara. Són molt freqüents els ocells del bosc com el faisà Kalij, el calau bicorne, el calau coll rogenc, el calau d'Austen, el calau becfalçat oriental, el calau gris de l'Índia, faisans del gènere Polyplectron i el tragopan.

## Amenaces i preservació
Aquesta zona ha estat densament poblada durant segles i la major part de la vall ha estat i encara s'utilitza per a l'agricultura, però queden alguns blocs d'hàbitat natural, principalment en parcs nacionals els més grans dels quals són els parcs nacionals de Manas, Dibru-Saikhowa i Kaziranga a l'Índia. A Bhutan, aquestes zones formen part del parc nacional del Royal Manas.

### Àrees protegides
En 1997, la World Wildlife Fund identificà dotze àrees protegides en l'ecoregió, amb una superfície que sumava al voltant de 2,560 km², xifra que suposa el 5% de l'àrea de l'ecoregió.
- Mehao Wildlife Sanctuary, Arunachal Pradesh (190 km², també inclou porcions de les ecoregions: boscos de frondoses de l'Himàlaia oriental i pinedes subtropicals de l'Himàlaia)
- Manas National Park, Assam (560 km²)
- Bornadi Wildlife Sanctuary, Assam (90 km²)
- Kaziranga National Park, Assam (320 km²)
- Orang National Park, Assam (110 km²)
- Laokhowa Wildlife Sanctuary, Assam (170 km²)
- Pobitora Wildlife Sanctuary, Assam (80 km²)
- Sonai Rupai Wildlife Sanctuary, Assam (160 km²)
- Nameri National Park, Assam (90 km²)
- Dibru-Saikhowa National Park, Assam (490 km²)
- D'Ering Memorial Wildlife Sanctuary, Arunachal Pradesh (190 km²)
- Pabha Wildlife Sanctuary, Assam (110 km²